# Aufstehen
Aufstehen (с нем. — «Вставайте!») — левое политическое движение, основанное лидером парламентской фракции Левой партии Сарой Вагенкнехт и официально представленное 4 сентября 2018 года. Движение призвано объединить под своим началом представителей партий и направлений левого фланга, а также привлечь на свою сторону беспартийных. Основной целью движения является усиление политического влияния левых и формирования нового правительства с социальной повесткой дня.

## История
Официальный сайт движения «Вставайте!» стартовал 4 августа 2018 года. Его открытие пришлось на самый пик массовых общественных беспорядков в саксонском Хемнице, вызванных гибелью 35-летнего немца. До момента запуска интернет-страницы Сара Вагенкнехт неоднократно заявляла об инициативе создания коллективного левого движения. В тексте, который был опубликован на официальном сайте движения ко дню его официального запуска, отмечается, что в Германии на сегодняшний день накопилось слишком много противоречий. «Мы создаем автомобили и станки, востребованные в мире, но отправляем своих детей в пришедшие в упадок школы, в которых не хватает учителей и где постоянно отменяются уроки».
Всего за несколько дней существования движения к нему присоединились около 60.000 человек.
Многие соратники Вагенкнехт встретили инициативу скептически, усмотрев в ней угрозу партийного раскола. Тем не менее, нашлось немало действующих политиков, которые положительно отнеслись к новому движению и высказались в его поддержку. «Эта идея хорошая. Время выбрано правильно. Потребность в глубоких переменах просто огромна», — заявили в интервью журналу Der Spiegel депутат бундестага от СДПГ Марко Бюлов, депутат от Левой партии Севим Дагделен и представитель Зеленых Антье Фольмер. «Основная причина, почему это движение должно существовать, заключается в кризисе всей партийной системы конца эпохи, начавшейся в 1989-1990 и продолжающейся по сей день», — подчеркнули они.
Австрийская гражданская организация #aufstehn, существующая с 2015 года, попросила создателей движения изменить его название, хештег, шрифт и цвет, чтобы избежать путаницы, поскольку эти два движения никак не связаны между собой. Однако создатели немецкого проекта согласились только на то, чтобы убрать хештег перед названием.
Движение было официально представлено 4 сентября 2018 года на федеральной пресс-конференции с участием Сары Вагенкнехт, Бернда Штегемана, Людгера Фольмера и Симоны Ланге. В течение месяца 101 741 человек зарегистрировались на его домашней странице.

## Цели
Новое политическое движение в Германии позиционирует себя как надпартийное: его участники принадлежат разным партиям или вовсе не входят ни в одну из них. В число сподвижников «Aufstehen» вошли бывший сопредседатель партии Левых и муж Вагенкнехт Оскар Лафонтен, бургомистр Фленсбурга Симоне Ланге, недавно боровшаяся за место председателя партии социал-демократов, бывший ведущий политик партии Союз-90/Зеленые Лудгер Фолькер и ряд общественных деятелей.
Задача-минимум нового движения заключается в привлечении в свои ряды членов и сторонников социал-демократов, зеленых и левых, а также тех, кто принципиально не голосует за представленные в парламенте партии или ещё не определился с выбором. Задача-максимум — сформировать новое левоцентристское правительство без блока ХДС/ХСС с Ангелой Меркель во главе.
На официальном сайте движения указаны его основные задачи и цели:
- Новая политика, направленная на мирное сосуществование, меньшую зависимость от США; на разоружение и разрядку.
- Гарантированные рабочие места, хорошая заработная плата, справедливые налоги и обновлённое сильное государство всеобщего благосостояния в рамках инновационной экономики.
- Экологическое сельское хозяйство, сохранение природных ресурсов и защита флоры и фауны.
- Прекращение приватизации.
- Отличное образование для всех граждан, независимо от их происхождения.
- Сохранение и спасение демократии, ограничение влияния банков и концернов.
- Обеспечение безопасности в повседневной жизни посредством лучшего функционирования полиции и правосудия; введение уголовного права для предпринимателей.
- Обеспечение социальной помощи нуждающимся[3].

Также одной из идей левого движения является нормализация отношений с Россией.

## Критика
Новое политическое движение вызвало неоднозначную реакцию в политических кругах. Оппоненты Вагенкнехт внутри Левой партии отреагировали на новую инициативу довольно скептически, со скрытым пессимизмом, опасаясь партийного раскола. Премьер-министр Тюрингии Бодо Рамелов считает создание движения «Aufstehen» ошибкой, полагая, что оно лишь приведет к расколу внутри Левой партии. По его словам, «движение должно возникать снизу, а не внутри самой партии». Председатель СДПГ Ларс Клингбайль также негативно отнесся к новому политическому движению, отклонив возможность сотрудничества. «То, что создали Вагенкнехт и Лафонтен, является не движением, а борьбой внутри Левой партии», — сказал он. Политолог Альбрехт фон Луке выразил сомнения, сможет ли движение действительно стать общественным, потому что на данный момент оно сконцентрировано на личности самой Сары Вагенкнехт. Также фон Луке видит в движении опасность для СДПГ и партии Зеленых.
Кроме того, как политические противники, так и однопартийцы и левые критики Вагенкнехт критиковали её и основанное ею движение за склонность подыгрывать правопопулистским настроениям, в том числе враждебности к мигрантам.
Опрос общественного мнения, проведенный службой Civey для новостного сайта t-online.de, показал, что большинство немецких граждан также настроены скептически по отношению к инициативе Вагенкнехт. 62 % респондентов считают, что Aufstehen не сможет надолго закрепиться на политическом ландшафте Германии, и лишь 19 % придерживаются противоположной точки зрения. В опросе приняли участие 5.000 жителей ФРГ.